# Каплан II Герай
Капла́н II Гера́й (Гире́й) (крым. II Qaplan Geray, ٢ قاپلان كراى‎; 1739—1771) — крымский хан из династии Гераев (1770), сын хана Селима II Герая, внук Каплана I Герая.

## Биография
Каплан Герай был нурэддином при Арслане Герае (1767) и Кырыме Герае (1768—1769). Заняв ханский престол, Каплан II Герай назначил калгой Исляма Герая, сына хана Арслана Герая, а нурэддином — Бахти Герая, сына хана Кырыма Герая.
В первые месяцы правления безуспешно пытался выправить ситуацию на русском фронте в Молдавии, однако был разбит в сражении при Ларге и после серии малоудачных военных кампаний отправился в Крым. Здесь предпринял меры по организации обороны от вероятного нападения, готовя снаряжение и припасы для ведения войны.
Вскоре Каплан II Герай получил известия о переходе на сторону России едисанских ногайцев и сам получил подобное же предложение. Хан с негодованием отверг его, но позиция правителя не нашла однозначной поддержки среди крымских беев, которые намерились с помощью русских сбросить зависимость от Османской империи и возродить независимость ханства.
Очевидно, под влиянием беев хан впоследствии изменил своё мнение по данному вопросу — появились сведения о его благосклонном отношении к идее независимости. Между ханом и русскими произошел обмен посланиями. Как говорили, Каплан II решился на это ради спасения государства от угрозы прямого вооруженного захвата. Вскоре после этого хан получил отставку и отправился в Турцию. Каплана II Герая хвалили за храбрость и мужество, но порицали за неопытность.
В 1771 году Каплан Герай скончался от чумы в возрасте 32 лет. Похоронен при мечети в селении Су-Баши (Турция).